# AMIThE
AMIThE es la Asociación Nacional de Amigos de los Teatros Históricos de España. Cuenta con sedes en Madrid y Albacete.
Nació en 1994 con la recuperación del Teatro Circo de Albacete. Fue constituida para la protección, difusión y promoción de los teatros históricos de España. Su actual presidente y fundador es Javier López-Galiacho.
Organiza anualmente los premios nacionales de teatro José Isbert y Gregorio Arcos.